# Çatmasöğüt, Sorgun
Çatmasöğüt là một xã thuộc huyện Sorgun, tỉnh Yozgat, Thổ Nhĩ Kỳ. Dân số thời điểm năm 2010 là 258 người.